# Beli Breg
Beli Breg es un pueblo ubicado en el territorio de Vranje, en el distrito de Pčinja, Serbia.

## Superficie
Posee una superficie de 1,771 kilómetros cuadrados.

## Demografía
Hasta 2011 la población era de 86 habitantes, con una densidad de población de 48,56 habitantes por kilómetro cuadrado.